# Schloss Uitikon
Das Schloss Uitikon ist ein ehemaliges Gerrichtsherrenschloss in der Gemeinde Uitikon im Schweizer Kanton Zürich. Der im 17. Jh. gebaute Landsitz ist Teil der kantonalen Erziehungsanstalt für Jugendliche genannt Massnahmenzentrum Uitikon (MZU).

## Geschichte
Die im Tuchhandel tätige Steiner-Familie stammten ursprünglich aus dem katholische Zug, konvertierten aber zum reformierten Glauben und wurden ab 1529 in Zürich sesshaft. Hans Peter Steiner (1571–1623) war der erste Gerichtsherr von Uitikon, der die Vogtei 1614 für 7000 Gulden käuflich erworben hatte – die Steiners waren bereits Besitzer des Schwendenhofs in Uitikon und erhielten mit der Vogtei auch das Gerichtsherrengut im Bühel. Sie hatten nun die Herrschaft über Uitikon, Ringlikon und über Niederurdorf – letztere erst 1618 erworben, wobei sie neben der Gerichtsherrschaft auch die Kollatur innehatten, die hohe Gerichtsbarkeit der genannten Gebiete war beim Landvogt von Baden AG. Das Schloss wurde in den Jahren 1624 bis 1626 von Hans Jakob Steiner gebaut. Im Jahre 1650 wurde es mit einer barocken Fassade versehen, die später wieder verschwand. 
Das Landgut blieb auch noch nach der Abschaffung der Gerichtsherrschaft im Besitz der Familie Steiner bis es 1873 an einen Zweckverband von 13 Gemeinden des Bezirkes Zürichs verkauft wurde, der eine Zwangserziehungsanstalt für Frauen und Männer einrichtete. 1925 entstand daraus die heutige Kantonale Arbeitserziehungsanstalt, die 1979 durch eine geschlossene Abteilung ergänzt wurde.

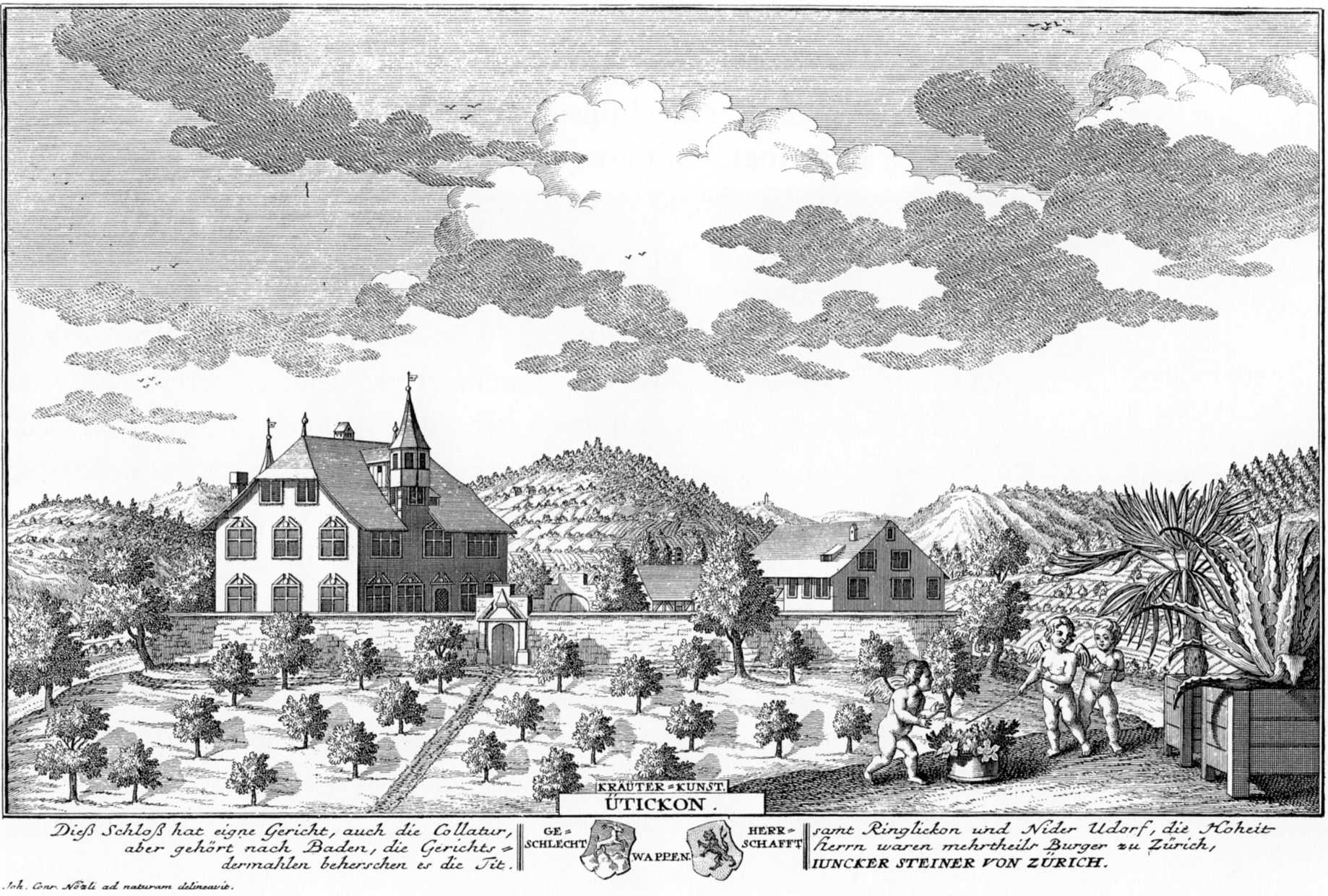
Darstellung von David Herrliberger

## Anlage
Das Schloss liegt ungefähr einen halben Kilometer südwestlich des Dorfkerns von Uitikon auf einem Rundhügel. Der zweistöckige Bau trägt ein Krüppelwalmdach und ist seitlich mit zwei Türmchen mit spitzen Dachhelmen versehen. Über dem Eingang steht als Inschrift der Bibelspruch Herr behüte mein aus- und yngang, von nun an bis in ewigkeit (Ps 121,8 ).
Das Gut war anfänglich mit einer Umfassungsmauer mit zwei Barockportalen umgeben, wie sie auf der Radierung von David Herrliberger aus dem Jahre 1743 zu sehen ist. Innerhalb der Mauer war neben dem Schloss, das als Sommerresidenz der Steiners diente, der Gutshof, Bad- und Waschhaus, Scheune und Stall, sowie ein Brunnen und ein Zier- und Nutzgarten untergebracht. Ausserhalb der Mauer befand sich auf einer Seite ein kleiner Weiher, auf der anderen Seite ein Rebberg.